# Festival de Opet

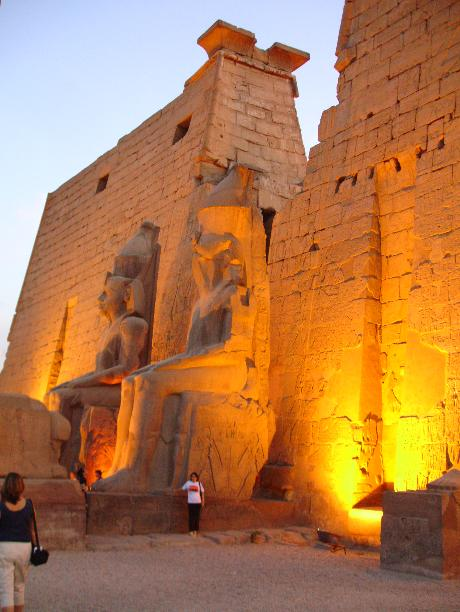
Templo de Luxor, pilonos e estátuas colossais do faraó Ramessés II

O Festival de Opet (ou A Bela Festa de Opet) era um festival anual do Antigo Egito que ocorria em Tebas (Luxor) durante o Reino Novo e em períodos posteriores. As estátuas das divindades da Tríade de Tebas — Amom, Mut e seu filho Quespisiquis — eram transportadas em barcas em uma procissão, do templo de Amom, em Carnaque, ao templo de Luxor, em um trajeto de cerca de dois quilômetros. O grande destaque do ritual era o encontro das duas estátuas de Amom, a de Carnaque e a de Luxor. O renascimento era um tema recorrente no festival e geralmente ocorria uma cerimônia de re-coroação do faraó.
Anteriormente, as estátuas do deus prosseguiam por uma avenida decorada com esfinges que ligava os dois templos, parando em santuários especialmente construídos no decorrer do trajeto. Estes santuários eram preenchidos com oferendas, proporcionadas ao próprio deus e aos sacerdotes. No final das cerimônias no Templo de Luxor a estátua e demais objetos viajavam de volta para Carnaque. Foi só mais tarde que as estátuas passaram a ser transportadas por barcos.